# 풋타엿파쭐라록
풋타엿파쭐라록 대왕(태국어: พุทธยอดฟ้าจุฬาโลก, Rama I, 1737년 3월 20일 - 1809년 9월 7일)는 태국의 현 왕조인 짜끄리 왕조의 창시자로, 초대 국왕 (재위 1782년 - 1809년) 라마 1세로 정식 명칭은 프라밧솜뎃 프라뽀라모루라차 마하짜끄리보롬낫 프라풋타엿파쭐라록(태국어: พระบาทสมเด็จพระปรโมรุราชามหาจักรีบรมนารถ พระพุทธยอดฟ้าจุฬาโลก)이다. 중국 이름은 정화(鄭華)이다. 중국식 이름은 청으로 보내는 문서에서 사용하였다.
본명은 쨔오프라야짜끄리이며, 딱신 왕의 장군으로 전쟁의 공적이 많았다. 역성혁명을 일으켜 톤부리 왕조의 피아딱신 왕을 죽이고 스스로 왕위에 올라 수도를 방콕에 정하였다. 재위 기간 동안 왕조를 튼튼히 하였으며, 과거의 법전을 수집·개정하여 새로운 법전을 편찬해 내기도 하였다.

## 생애
아명은 톤 두원이며, 아유타야 왕가의 혈통을 받고 태어난 아유타야 시대의 사관, 차오프라야 코서판의 손자로 알려져 있다. 아유타야 왕조 말기에 사관으로 벼슬을 했으며 붓다 요드파 출라로께의 벼슬도 가지고 있었다. 라마 1세의 칭호는 라마 6세에 의해서 제정된 것이다.
그가 벼슬을 한 아유타야 왕조는 1767년에 버마에 점령되었고, 다음 해 중국계 세력인 딱신이 버마군을 몰아내고, 톤부리 왕조를 일으켜 태국의 왕으로 등극한다. 이때 붓다 요드파 출라로께(라마 1세)는 딱신왕의 신하가 되었다. 출라로께는 딱신이 라용으로 군사를 일으켰을 때 딱신의 어머니를 보호를 위해 라용에 데려다 준 공훈으로 승진한 것을 시작으로 많은 전과를 올려 차례차례 승진을 했기 때문에, 맹장으로도 알려져 있다.

## 짜끄리 왕조

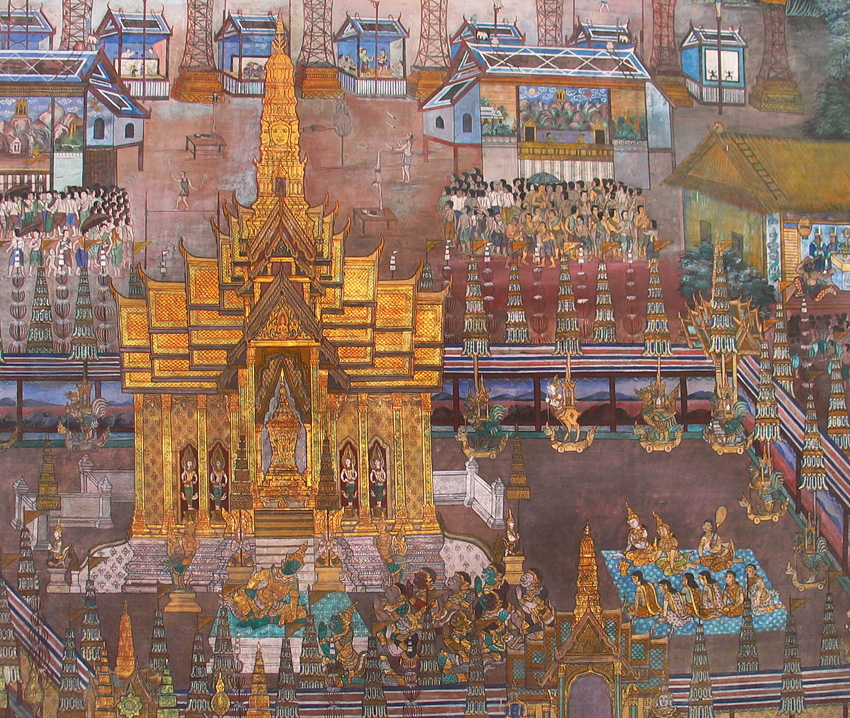
방콕 왕궁에 있는 라마끼엔 벽화

톤부리 왕조의 딱신 왕은 말년에 정신착란을 일으켰으며, 차오프라야 (라마 1세)는 국내의 혼란을 두려워하여, 캄보디아 원정을 중단하고 톤부리로 돌아와 역성혁명을 일으켜 딱신 대왕을 폐위, 처형했다. 이후, 차오프라야는 왕위에 올랐다. 태국의 역사서에서는 차오프라야가 백성들의 지지를 얻어 왕으로 등극하였다고 나온다. 왕이 되었기 때문에 이름을 붓다 요드파 출라로께로 바꿨으며, 버마의 침공을 방어하기 위해 수도를 톤부리에서 짜오프라야강을 사이에 두고 맞은 편인 동쪽에 방콕 (정확하게는 끄룽텝) 을 건설하여 천도 한 후, 짜끄리 왕조를 창설했다. 아유타야 왕조의 신권정치를 계승했다.

## 문학
출라로께 왕 (라마 1세) 은 즉위 이후에도 몇 차례에 걸쳐서 버마 침공군을 몰아내고, 국내를 안정시켰다. 국내가 안정되자, 《삼표법》 을 제정하여 관료 제도를 정비했다. 또 정통성을 확보하기 위해 아유타야 왕조의 후예인 것을 강조하고자 많은 학자들을 등용하여 버마 점령 시대에 사라진 문학 라마끼엔, 이나오를 재편집 했다. 지금도 라마 1세의 라마끼엔은 수많은 라마끼엔 중에서도 뛰어난 작품으로서 알려져 있다.

## 건축물
관광지로 잘 알려진 왓 프라깨우 (에메랄드 사원) 등 많은 사원을 지었다. 이곳에 출라롱꼰 왕 (라마 5세)은 라오스에서 빼앗은 에메랄드 불상을 설치했다. 그의 이름을 딴 유명한 건축물은 짜오프라야강 위에 가설된 최초의 대교인 사판 풋 등이 있다.

## 가족 관계

### 조부모와 부모
- 조부 : 프라야 랏차니쿨
- 조모 : ?
- 부친 : 텅디상왕
- 모친 : 욕상왕후

### 남동생
1. 람나롱왕자
2. 수라싱하낫부왕

### 여동생
1. 텝수다와디공여 사공주
2. 스리수다락공여 깨우공주

### 왕후
1. 아마린트라왕후

### 후궁
1. 핌수안후궁
2. 뿌이후궁
3. 잔타후궁
4. 두앙후궁
5. 쿰후궁
6. 너이캐우후궁
7. 누이야이후궁 – 나콘시탐마랏 캇띠야랏차나콤국왕 손녀
8. 너이후궁
9. 엠후궁
10. 품후궁
11. 따니후궁
12. 픙야이후궁
13. 빠쿠마후궁
14. 님후궁
15. 우후궁
16. 임후궁
17. 주이후궁
18. 누알후궁
19. 텅후궁
20. 우이우후궁
21. 빤후궁
22. 씸후궁
23. 뻠후궁
24. 누암후궁
25. 텅숙후궁 – 비엔티안 인타웡국왕 왕녀
26. 크린후궁 – 싱커라 수라이만 차국왕 자손
27. 픙렉후궁 – 비엔티안 난타센국왕 왕녀
28. 씸약후궁 – 싱커라 수라이만 차국왕 자손
29. 훈후궁
30. 찹후궁
31. 우엔후궁 – 콘깬 나컬스리버리락공 왕녀
32. 홍후궁
33. 분낙후궁
34. 운후궁
35. 짓후궁
36. 섬후궁
37. 추후궁
38. 녹후궁
39. 홍후궁
40. 쁘릭후궁
41. 임후궁
42. 텅후궁
43. 텅디후궁

### 왕자
- 장남 : ?왕자 (1762년 ~ ?)
- 차남 : 이사라순털부왕 (1767년 ~ 1824년) – 제2대 국왕 라마 2세
- 3남 : 세나누락공 주이왕자 (1773년 ~ 1817년) – 세나누락부왕
- 4남 : 피탁테와공 크라이대군 (1778년 ~ 1815년)
- 5남 : 인타라피핏공 탑팀대군 (1783년 ~ 1820년)
- 6남 : 텝폰라팍공 아파이야탓대군 (1785년 ~ 1837년)
- 7남 : 삭디폰라셉공 아루노타이대군 (1785년 ~ 1832년) – 삭디폰라셉부왕
- 8남 : 탑대군 (1787년 ~ 1825년) – 짓팍디공
- 9남 : 칸타롯대군 (1788년 ~ 1816년) – 스리수렌공
- 10남 : 수리야대군 (1789년 ~ 1854년) – 람이사렛공
- 11남 : 와숙끄리대군 (1790년 ~ 1853년) – 뻐라마누칫치노롯승왕
- 12남 : 쌋대군 (1791년 ~ 1830년) – 수리타라락공
- 13남 : 수리야웡대군 (1791년 ~ 1853년) – 피셋스리사왓공
- 14남 : 끄라이설대군 (1791년 ~ 1848년) – 락론나렛공 – 왕실 지위에서 제거됨
- 15남 : 다라껄대군 (1792년 ~ 1848년) – 스리수텝공
- 16남 : 두앙작대군 (1792년 ~ 1846년) – 나롱하리락공
- 17남 : 수탓대군 (1798년 ~ 1848년) – 끄라이설외칫공

### 왕녀
- 장녀 : ?공주 (1763년 ~ ?)
- 차녀 : 씸야이공주 (1764년 ~ ?) – 딱신 후궁
- 3녀 : 스리순털탭공여 잼공주 (1770년 ~ 1808년)
- 4녀 : ?공주 (? ~ ?)
- 5녀 : ?공주 (? ~ ?)
- 6녀 : 텝파야와디공여 으앙공주 (1777년 ~ 1823년)
- 7녀 : 눔옹주 (1783년 ~ 1838년)
- 8녀 : ?옹주 (1784년 ~ 1785년)
- 9녀 : 파옵옹주 (1784년 ~ 1807년)
- 10녀 : 프랍옹주 (1785년 ~ 1866년)
- 11녀 : 티다옹주 (1787년 ~ 1838년)
- 12녀 : 종골옹주 (1788년 ~ 1821년)
- 13녀 : 게설옹주 (1789년 ~ 1817년)
- 14녀 : 몬타옹주 (1790년 ~ 1865년)
- 15녀 : 마니옹주 (1790년 ~ 1869년)
- 16녀 : 두앙수다옹주 (1790년 ~ 1871년)
- 17녀 : 작까잔옹주 (1790년 ~ ?)
- 18녀 : 우볼옹주 (1791년 ~ 1841년)
- 19녀 : 씸프리옹주 (1791년 ~ 1857년)
- 20녀 : 사시털옹주 (1794년 ~ 1822년)
- 21녀 : 레라이옹주 (1795년 ~ ?)
- 22녀 : 끄라삿뜨리옹주 (1795년 ~ 1816년)
- 23녀 : 꾼톨팁파야와디공주 (1798년 ~ 1838년) – 라마 2세 공주배우자
- 24녀 : 수파털옹주 (1798년 ~ 1817년)
- 25녀 : 숫옹주 (1799년 ~ 1867년)

## 같이 보기
- 차크리 왕조